# Alberto Treves de Bonfili
Alberto Treves de Bonfili (Padova, 13 settembre 1855 – Venezia, 11 maggio 1921) è stato un politico e banchiere italiano.
Era titolare della importante casa bancaria veneziana Alberto Treves, succeduta all’altrettanto importante casa bancaria intitolata a nome di Giacomo Treves, le quali ebbero un importante ruolo nello sviluppo industriale italiano.

## Biografia
Secondo dei dieci figli (ma il primo, Baldo, morì a soli tre mesi) del barone veneziano Giuseppe Treves de Bonfili e della torinese Adele Todros (figlia di Leone, creato barone dal Re di Sardegna), proveniva da una famiglia di religione ebraica. Come ricorda il Dizionario Enciclopedico Treccani, fu agronomo, banchiere e filantropo.

### Carriera politica
Deputato del Regno d'Italia per tre legislature (17°, 18° e 19°); avendo come relatore Antonino Di Prampero, Treves fu nominato senatore del Regno da Vittorio Emanuele III il 4 marzo 1904; la nomina fu convalidata il 23 marzo e il giuramento avvenne il 10 maggio.
Il Veneto, conservatore e cattolico, affidò le proprie istanze di rinnovamento a due parlamentari di tradizione ebraica, Treves e Leone Wollemborg. Treves, anche per la sua attività di beneficenza, fu peraltro legato da amicizia ai patriarchi di Venezia e uno di essi ebbe il viaggio verso il conclave pagato dal senatore: divenne papa Pio X.
Nel 1915 il senatore fu tra i 300 parlamentari che lasciarono alla porta di Giolitti loro biglietti in segno di solidarietà con l'azione del politico di Dronero a favore di un'intesa diplomatica con l'Austria-Ungheria e in opposizione alla guerra per cui tramava Salandra.
La figura di Alberto Isacco Treves de Bonfili è significativa della piena integrazione di esponenti di tradizione israelitica nel regno umbertino e nel periodo liberale di Vittorio Emanuele III. I maggiorenti delle Comunità ebraiche erano ormai integrati oltre che a vari livelli financo nell'alta borghesia finanziaria, commerciale e agraria e ebbero accesso anche alla nobiltà, da cui erano stati nei secoli precedenti esclusi per motivi religiosi.
I Treves peraltro avevano già raggiunto una posizione influente durante la Repubblica di Venezia; quest'ultima aveva concesso loro di abitare in un palazzo patrizio adatto alla loro attività armatoriale, allargando appositamente il Ghetto col "Ghetto novissimo". I Treves, presenti nella Marca Trevigiana già nel XIV secolo (sui loro monumenti funebri appare in quel secolo la colomba col ramo d'ulivo che da allora farà sempre parte dei loro stemmi) e nella Dominante dal sedicesimo secolo, nel diciassettesimo erano divenuti i maggiori armatori battenti bandiera marciana, fino a possedere oltre trenta navi (furono sequestrate da Napoleone dopo la caduta della Repubblica e utilizzate nella campagna d'Egitto dove furono distrutte dagli inglesi).
Come appartenenti alla "Nazione" ebraica non ne avrebbero teoricamente avuto il diritto, ma ciò fu loro concesso permettendo la costituzione di varie società (ad esempio la "Compagnia veneta del Baltico") di cui furono "parcellonisti" di maggioranza mentre loro capitani, quali gli Adorno, possedevano quote minoritarie. Si noti che uno dei motivi giuridici portati dagli Spagnuoli a pretesto delle ostilità dichiarate contro Venezia nel Seicento fu proprio il prestare agli Ebrei la protezione commerciale garantita dal veneto gonfalone.
I Treves furono esentati per ragioni di censo dalle leggi limitanti le attività degli Ebrei emanate su ispirazione di Andrea Tron detto "el paròn"; poco dopo finanziarono l'elezione a (penultimo) doge di Paolo Renier cui furono sempre legati. Il Renier spinse un Treves a sposare l'unica erede dell'altra potente famiglia israelita veneziana, i Bonfil; proprio la liquidità acquisita con tale matrimonio fu poi alla base delle fortune ottocentesche della famiglia dopo la catastrofe della perdita della flotta.

### La famiglia Treves
La famiglia vanta un titolo baronale concesso a Giuseppe Treves da Napoleone, in quanto re d'Italia, nel 1811 e confermato nel 1812, mentre il predicato de' Bonfili fu concesso dal governo austriaco a Giacomo insieme con il titolo di Nobile Cavaliere dell'impero. Giacomo, in seguito esponente del rinato governo veneto nel 1848-1849, amava ripetere, in dialetto veneto, "mi so fiol de baron, pare de baron, ma no so baron" in quanto i due Giuseppe (suo padre e suo figlio) avevano ottenuto tale titolo rispettivamente dal Regno Italico (non trasmesso ai discendenti) e da Casa Savoia; quest'ultima aveva riconosciuto a Giuseppe Treves de' Bonfili (nipote di Giuseppe Treves, figlio di Giacomo e padre di Alberto) il titolo baronale in concomitanza all'annessione di Venezia al Regno d'Italia nel 1866 e inoltre nel 1894 aveva concesso un ulteriore riconoscimento baronale ad Alberto che, come secondogenito, non ne avrebbe avuto diritto.
Secondo lo Schaerf fu lo stesso senatore Alberto Treves de Bonfili a ironizzare su questi riconoscimenti perché in risposta a un ebreo polacco sul come mai pur essendo israelita, avesse potuto ottenere un titolo nobiliare, gli presentò il proprio socio Coen, affermando che era nobile da 4.000 anni, in quanto i Coen sono di casta sacerdotale.
Secondo l'Encyclopaedia Judaica, i Treves (in Francia Dreyfus) possono peraltro vantare una tradizione eccezionale: nella loro ascendenza annovererebbero una figlia di Rashi, il saggio viticoltore di Troyes i cui commenti alla Bibbia sono alla base non solamente dell'opera di Maimonide ma anche, in parte, di quella di San Tommaso d'Aquino.
I colori di famiglia, rosso e blu rimanderebbero, secondo un'antica leggenda, alla stirpe davidica. La stessa Chiesa cattolica che, anche durante il Medioevo fu estremamente attenta al simbolismo, richiedeva agli artisti di dipingere in rosso e blu le vesti di Gesù e Maria, onde sottolinearne l'appartenenza alla casa reale d'Israele. Nella scuola veneziana di San Giorgio dei Dalmati, istoriata dal Carpaccio, accanto al Cristo sul monte degli ulivi è rappresentato uno stemma rosso e blu a sottolinearne, nel momento più buio, la regalità messianica. Sembra che, come la famiglia Abravanel, i Treves facessero risalire la loro antica origine ad un ceppo principesco davidico.

### I nipoti militari
Il 22 dicembre 1914 nacque a Milano un nipote anch'egli chiamato Alberto. Il 26 luglio 1934, con un gruppo di cavalieri di Pinerolo, in tre giorni ottempera all'ordine di raggiungere a cavallo il Brennero per segnalare alla Germania di non annettere l'Austria in seguito all'assassinio di Dollfuss. Ufficiale di carriera (così come il fratello Adolfo, volontario sul fronte greco-albanese) Alberto Treves de Bonfili combatté in Africa Settentrionale tra il 1941 e il maggio 1943, dopo aver assunto il cognome Baldissera dalla nonna, in base alla legge n.1055 del 13 luglio 1939. Ebbe tra l'altro funzioni di collegamento tra il comando italiano e il feldmaresciallo Rommel a El Alamein nell'estate 1942, come risulta da documentazione fotografica presso il Museo della Cavalleria di Pinerolo. Insignito della Croce di Ferro germanica.
Al comando di uno squadrone del quinto gruppo corazzato "Nizza Cavalleria", in Tunisia, a sud di El Hamma, il capitano Alberto Baldissera nel gennaio 1943 cattura il tenente colonnello David Stirling, comandante del leggendario Long Range Desert Group, in abito arabo, e ottiene da Roma l'autorizzazione a non fucilarlo.
Solamente l'11 maggio i dragoni si arrendono dopo un'ultima resistenza a Ras et-Tib (Capo Bon), rendendo poi gli onori agli ufficiali Battistini e Baldissera con un "attenti a destra" non comandato da alcuno che suscita l'ammirazione dei militari britannici.).

## I palazzi Treves de Bonfili a Venezia
Ai Treves, onde facilitarne i commerci, la Repubblica concesse un palazzo nobiliare sul canale del ghetto novissimo, un fondaco facilmente accessibile ove trasportar le merci scaricate dalle navi delle compagnie di cui erano i maggiori "parcellonisti".
Nel 1829 poi la famiglia Treves acquistò sul Canal Grande palazzo Emo (del Monopola) a San Moisè. In una sala, il cui muro esterno fu abbattuto e ricostruito per farle entrare, sono conservate le statue colossali di Ettore e di Aiace, opere di Antonio Canova. Il palazzo è ora del marchese Alberto Berlingieri, uno dei sei nipoti del barone Alberto Isacco Treves de' Bonfili.
Da alcuni è ancora chiamato Treves de' Bonfili pure un antico fondaco sul rio di San Lorenzo, tra le chiese di San Lorenzo e di San Giorgio dei Greci, la cui facciata fu peraltro radicalmente restaurata nell'Ottocento. Notevole è l'adiacente giardino, forse parzialmente identificabile con quello delle monache citato da Giacomo Casanova.

## Palazzo e Parco Treves de' Bonfili a Padova
A Padova vi era un palazzo avito, notevole soprattutto per il giardino: quest'ultimo, su progetto dell'architetto veneziano Giuseppe Jappelli e realizzato intorno al 1820, si ispira al giardino romantico all'inglese, caratterizzato da un intreccio di vialetti e percorsi sinuosi. Attualmente di proprietà del Comune di Padova, con entrata in via B. D'Alviano, occupa una superficie di 9600 m2.